# Steven Guerra
Steven Antonio Guerra Tejada (ur. 12 marca 2005 w Nueva Concepción) – salwadorski piłkarz występujący na pozycji napastnika, reprezentant Salwadoru, od 2023 roku zawodnik Dragón.